# 高砂駅 (国鉄)
高砂駅（たかさごえき）は、かつて兵庫県高砂市高砂町鍛冶屋町に存在した、日本国有鉄道（国鉄）高砂線の駅（廃駅）である。

## 歴史
- 1914年（大正3年）9月25日：播州鉄道の駅（一般駅）として開業[1]。
- 1915年（大正4年）8月5日：三菱製紙高砂工場専用線が竣工[2]。
- 1923年（大正12年）12月21日：播丹鉄道の駅となる。
- 1943年（昭和18年）6月1日：播丹鉄道線の国有化により、鉄道省の駅となる[1]。同時に、路線名を高砂線に改称。
- 1970年（昭和45年）10月1日：荷物の取扱いを廃止[1][3]。旅客の取り扱いについては駅員無配置駅となる[4]。
- 1984年（昭和59年）
  - 1月5日：キッコーマン専用線の運用終了[5]。鉄道輸送からトラック輸送に転換[5]。
  - 2月1日：貨物の取り扱いを廃止（旅客駅となる）[1]。同時に、高砂港駅への貨物支線を廃止[1]。
  - 3月31日：三菱製紙高砂工場専用線の撤去完了[6]。
  - 12月1日：高砂線の全線廃止に伴い、廃駅となる[1]。

## 駅構造
1面1線の単式ホームを有していた地上駅。駅員が配置されていたが、貨物扱いのためであり旅客駅としては無人駅であった。ホームに接する線路の他に、5本の側線があった。
無人化は1970年（昭和45年）で、木造駅舎の出札口は閉鎖され壁となっていた。高砂線の廃止が決定した後、当駅発行の記念乗車券が発売されたが、当駅では駅入口で臨時に記念乗車券のみを販売していた。
駅構内北端で、東側へ向かい高砂北口駅へ続く本線から、西側へ向かい国鉄高砂工場方面へ続く構内側線が分岐していた。その工場線から、東播磨港高砂地区に面するキッコーマン高砂工場やタクマ播磨工場、黒崎播磨高砂不定形工場、三菱重工業高砂製作所、神戸製鋼所高砂製作所へ続く専用線がそれぞれ分岐していた。また本線と工場線の分岐点近くから東側へ分岐し、三菱製紙高砂工場へ至る専用線も存在した。
路線廃止後、鉄道施設が撤去された跡地に代替バス通行・転回用のロータリーが作られ、中央部に駅跡であることを紹介するための車輪を用いたオブジェと石碑が1986年3月に設置された。このロータリーそばには「高砂南バス停留所」が設置されていたが、のちにルート移設によってバス停が移転して以降は、単なる行き止まりの道路となっている（オブジェと石碑は現存）。

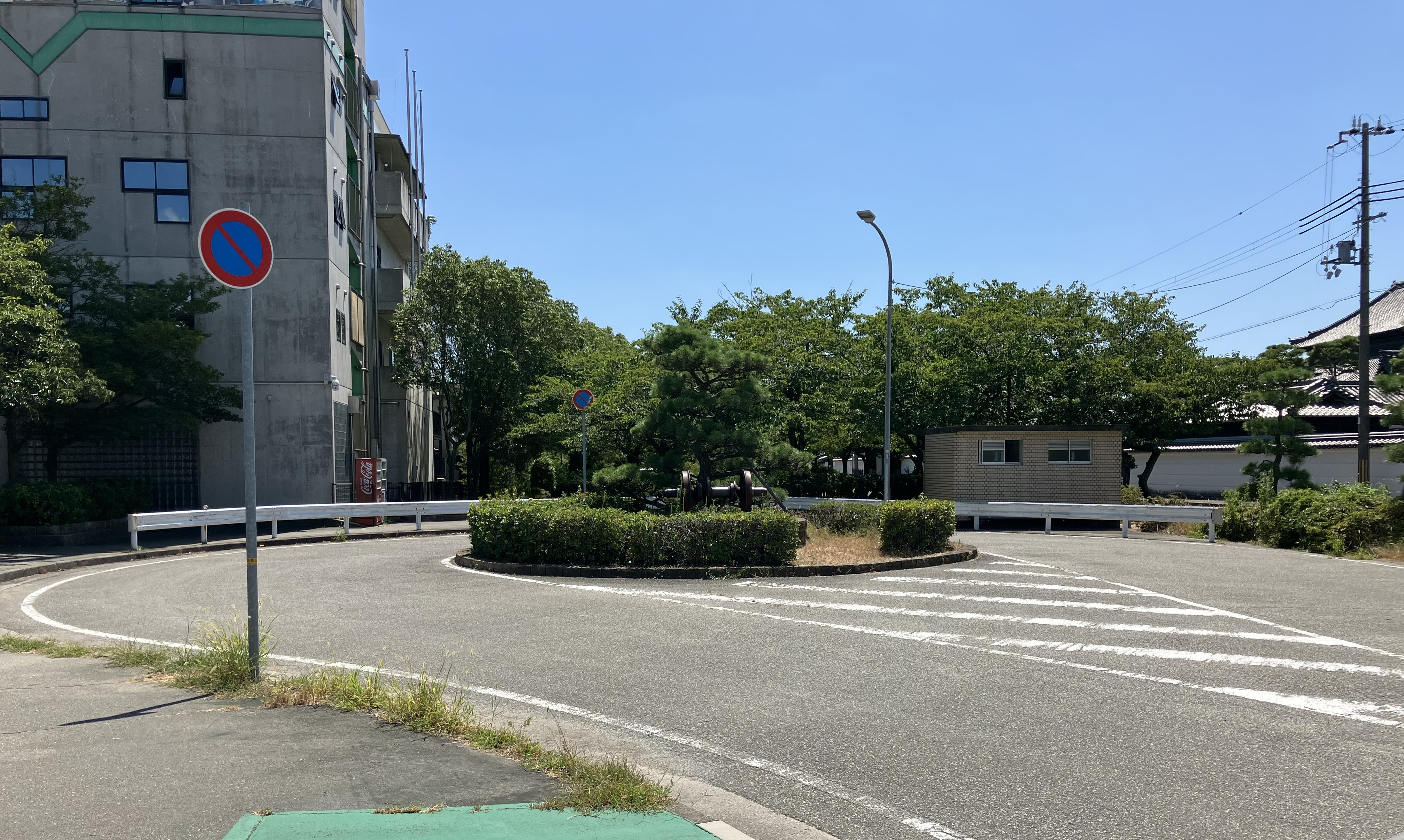
駅跡に設置されたロータリーとオブジェ（2024年8月）

## 駅周辺
周囲には住宅地が多い。
- 日本国有鉄道高砂工場
- 高砂神社
- 三菱製紙高砂工場
- 兵庫県立高砂南高等学校
- 梅ヶ枝湯

## 隣の駅
日本国有鉄道
高砂線（本線）
高砂北口駅 - 高砂駅
高砂線（貨物支線）
高砂駅 - （貨）高砂港駅

### 駅から接続していた専用線
- タクマ汽缶製造専用線[8]
  - 専用者 田熊汽缶製造株式会社播磨工場
  - 通運事業者 日本通運
  - 作業キロ 1.2 km
  - 総延長キロ 0.6 km
  - 作業方法 日通機
- 播磨耐火煉瓦専用線[8]
  - 専用者 播磨耐火煉瓦株式会社
  - 通運事業者 日本通運
  - 作業キロ 1.2 km
  - 総延長キロ 0.8 km
  - 作業方法 日通機
- キッコーマン専用線[8]
  - 専用者 キッコーマン醤油株式会社関西工場
  - 通運事業者 日本通運
  - 作業キロ 1.9 km
  - 総延長キロ 2.7 km
  - 作業方法 日通機
- 三菱製紙専用線[8]
  - 専用者 三菱製紙株式会社高砂工場
  - 通運事業者 日本通運
  - 作業キロ 0.5 km
  - 総延長キロ 0.6 km
  - 作業方法 日通機
- 神戸製鋼所専用線[8]
  - 専用者 株式会社神戸製鋼所高砂工場
  - 通運事業者 日本通運
  - 作業キロ 2.5 km
  - 総延長キロ 3.2 km
  - 作業方法 日通機
  - 備考 国鉄高砂工場線から分岐
- 三菱重工業専用線[8]
  - 専用者 三菱重工業株式会社高砂製作所
  - 通運事業者 日本通運
  - 作業キロ 1.1 km
  - 総延長キロ 1.4 km
  - 作業方法 日通機
  - 備考 国鉄高砂工場線から分岐